# WACK
株式会社WACK（ワック）は、日本の音楽プロダクション。代表取締役は、佐藤毅。「WACK」は「わたなべ（Watanabe）あーてぃすちっく（Artistic）くりえいてぃぶ（Creative）かぶしきがいしゃ（KK）」の頭文字。社是は「ちんこと言える世の中を。」

## 沿革

### 2014年
8月3日、BiS1期の解散後、同グループの所属事務所であったつばさプラス（つばさレコーズ）を退社した渡辺淳之介により設立。設立時の所属アーティストはプラニメ（後にGANG PARADEに改名）とthis is not a business（つばさレコーズより移籍）。BiSのサウンドプロデュースを担当していた松隈ケンタ（SCRAMBLES）も出資している。

### 2015年
1月14日、「BiSをもう一度始める」とBiSHの始動を宣言。3月初期メンバー5名を発表。
11月24日、this is not a businessが大阪・梅田Zeelaで行われたライブイベント「RB NATION 2015 -梅田Zeela 2nd Anniversary-」出演時に解散を発表。12月1日放送のFM PORT「TOKYO→NIIGATA MUSIC CONVOY」出演を以て活動を終了。

### 2016年
7月8日、BiS1期メンバーのプー・ルイ（当時「プールイ」）、渡辺、松隈によりBiSの再始動(2期)が発表。2泊3日の合宿型オーディションにてプー・ルイ含む5名のメンバーが決定。また、同オーディションにて落選した候補生4名による公式ライバルグループSiSが結成されたが、スタッフの背任行為によって御披露目の翌日に解散した。そのうち3名のメンバーがGANG PARADEに加入。

### 2017年
3月28日 - 4月2日、BiS・BiSH・GANG PARADE合同の合宿型WACKオーディションを実施。最終日のフリーイベント「WACK EXHiBiTiON」では、BiS新メンバー2名加入、アヤ・エイトプリンス（BiS）とカミヤサキ（GANG PARADE）のレンタルトレード、そしてWACKとエイベックス・エンタテインメントによる新プロジェクト「Project aW」（後のEMPiRE）の立ち上げを発表。
8月23日、Project aWによるユニット・EMPiREがお披露目。
10月2日、BiS・BiSH・GANG PARADEから渡辺の独断と偏見で選んだ選抜ユニット「SAiNT SEX」を結成（メンバーはプー・ルイ、カミヤサキ（BiS）、アイナ・ジ・エンド、アユニ・D(BiSH)、ユメノユア、ヤママチミキ、アヤ・エイトプリンス（GANG PARADE））。10月18日にTシャツ付きCD「WACK is FXXK」をタワーレコード限定で発売。
12月6日、WACKと、松隈率いるSCRAMBLESの設立3周年記念アルバム『WACK & SCRAMBLES WORKS』発売。BiSH、BiS、GANG PARADE、EMPiREのシャッフルメンバーによるカバー8曲に加え、SAiNT SEX「WACK is FXXK」、EMPiREの初CD音源も収録。

### 2018年
1月23日、WACKの設立3周年を記念して、ナタリーストアとのコラボレーションで展開されるオリジナルショップ「WACK STORE」を、2月6日までの期間限定で東京・SHIBUYA109のポップアップストア「DISP!!!」内にオープン。2月9日からは大阪・あべのキューズモール内のSHIBUYA109ABENOに、2月18日までの期間限定でオープン。
3月12日 - 3月18日、WACK合同オーディション2018を実施。最終日のフリーイベント「WACK EXHiBiTiON」では、キャン・マイカがキャン・GP・マイカへ改名、GANG PARADE新メンバー2名加入、EMPiRE新メンバー2名加入、BiS新メンバー5名加入（のちに1名辞退）、YUiNA EMPiRE（EMPiRE）のBiS完全移籍、BiSはJリーグ方式を採り入れてのBiS1st・BiS2ndの2チーム分裂を発表。
4月14日、BiSH、BiS、GANG PARADE、EMPiREの写真および衣装展「WACK MUSEUM by sotobayashi kenta WORKS」を、5月6日までの期間限定で東京・hmv museumにて開催。
5月28日、次世代のアイドル育成を目指して活動が行われるプロジェクト「WAgg」の立ち上げを発表。
6月24日、「まだ何もしていませんが、先に謝罪しときます。私たちは間違えます。」をコンセプトにWACK所属アーティストが先に謝罪するキャンペーン「先に謝罪キャンペーン」の実施を発表。同日から28日までの5日間、全国のレコードショップとWACKが事務所を構える東京・渋谷周辺で“謝罪本”が無料配布された。謝罪本は「もしちかい将来自分が謝罪することになるとしたら、なんで?」という質問をもとに製作された全40ページのA4サイズの無料冊子で、カメラマンの鈴木親が撮り下ろしたWACKの所属アーティスト写真が掲載されている。
7月26日、SAiNT SEXに続くシャッフルユニット第2弾「HOLY SHiTS」の結成を発表。メンバーはセントチヒロ・チッチ（BiSH）、キャン・GP・マイカ（GANG PARADE）、ペリ・ウブ、トリアエズ・ハナ、ムロパナコ（BiS）、MAHO EMPiRE（EMPiRE）。同日、楽曲「WACK is SHiT」をフリーダウンロード形式でリリースし、MVを公開。
8月4日、TOKYO IDOL FESTIVAL2018に全所属アーティストが出演し、その全てが「同じ曲を連発+対になるグループのカバー」 というセットリストで、4組でわずか5曲という編成になった。また、「WACK presents DREAMLIGHTS in TIF」としてアイナ・ジ・エンド（BiSH）と松隈ケンタによるアコースティックセット、SAiNT SEX、HOLY SHiTS、ユイ・ガ・ドクソン（GANG PARADE）のスペシャルステージが開催された。
10月20日、Quick Japan増刊「WACKな本」発売。

### 2019年
1月3日、WACK所属アーティストのBiSH、BiS、GANG PARADE、EMPiRE、WAggが出演するライブイベント「WACKなりの甲子園」を東京・マイナビBLITZ赤坂にて開催。なお、アンコール時にプロデューサーの渡辺淳之介により3月24日から3月31日にかけて｢WACK合同オーディション2019｣を開催することが決定した。合宿参加者はBiSHのアユニ･D、GANG PARADEのヤママチミキ、EMPiREのMAYU EMPiRE、BiSの戦力外通告受けたアヤ・エイトプリンス、ムロパナコ、YUiNA EMPiRE、トリアエズ・ハナが合宿に参加し、WAggのメンバーからサアヤイト、マリン･バ、アンズピア、ハナエモンスター、ウルウ･ル、ナルハワールド、ウタウウタが参加した。また、合宿前日の3月23日に合宿が行われる長崎県の壱岐島で全員面接を行うことも決定。
1月9日、HOLY SHiTSのCD音源「WACK is SHiT」が、『WACK SHOP』開催14店舗にて2,000枚限定でゲリラ発売。
1月11日、タワーレコードで2017年に開催し大盛況となった企画が期間限定復活。WACKとタワレコのコラボが決定、タワーレコード渋谷店を含む14店舗にて『WACK SHOP - RE-iGNiTiON -』が期間限定でオープン。
2月6日、プー・ルイのBiS卒業に伴いBiSのゴ・ジーラが加入したSAiNT SEXのCD音源「WACK is FXXK」が、『WACK SHOP』を開催中の14店舗にて、2,000枚限定でゲリラ発売。またアイナ・ジ・エンド（BiSH）、アユニ・D（BiSH）、カミヤサキ（GANG PARADE）、パン・ルナリーフィ（BiS）、MAHO（EMPiRE）のWACK所属の計5人がBILLIE IDLE®の衣装を着用し、BULLY IDOLとして楽曲を披露しお披露目された。
1月10日〜3月19日、BiSH、BiS、GANG PARADE、EMPiRE合同で全国23箇所を回る「Going Going WACK TOUR」を開催。各公演WACK所属グループから数組が出演。
3月24日〜3月31日にかけて｢WACK合同合宿オーディション2019｣を長崎県の壱岐島にて開催。最終日に壱岐島ホールにて開催された「WACK EXHiBITiON」にてEMPiRE、WAggにそれぞれ新メンバーが1名ずつ加入。WAggのナルハワールドがGANG PARADEに移籍、初の昇格を果たす。また、メンバー9名からの申し入れによりBiS2期の解散が発表された。
それに伴いBiS3期の始動を発表し、新メンバーオーディションが行われた。
5月、BiS2期のメジャー4thシングル「Are you ready?」がゴールドディスクに認定。WACK初のゴールドディスク認定となった。
6月11日、BiS3期のメンバー5名を発表。
6月16日、「○○○と言える世の中を〜WACK愛と勇気と100万円〜」と銘打ったキャンペーンを東京・渋谷で開催。キャンペーンは同月30日まで15日間の展開。その詳細は東急百貨店 東横店壁面に掲載されている広告ポスターのQRコードを読み込むと確認できるというもの。なお、公式サイトでは「本キャンペーンは色々な如何ともし難き、止ん事無き理由によって早期終了する可能性がございますことご了承ください」との断りが併せて掲載された。
6月19日、新グループ・カレールーず（仮）を結成するための新メンバーオーディション開催を発表。グループは第2期BiSのパン・ルナリーフィ、YUiNA EMPiRE、WAggのウルウ・ルの3名と、オーディションの中から選ばれる新メンバーにより結成され、秋にT-Palette RecordsからCDをリリース予定。
6月30日、「○○○と言える世の中を〜WACK愛と勇気と100万円〜」キャンペーンで寄せられた言葉の中から、審査の結果「ちんこと言える世の中を。」を社是として決定したことを発表。
8月4日、「TOKYO IDOL FESTIVAL 2019」に出演。「SAiNT SEX」はゴ・ジーラとアヤ・エイトプリンスに変わり、EMPiREのNOW EMPiREとCARRY LOOSEのパン・ルナリーフィが加入。HOLY SHiTSはペリ・ウブ、ムロパナコ、トリアエズ・ハナに変わり、WAggのア・アンズピアとウルウ・ルが加入。
9月4日、カレールーず（仮）がオーディションに合格したユメカ・ナウカナ？を加え、グループ名をCARRY LOOSEとして、デビューすることを発表。
11月6日、TBS『水曜日のダウンタウン』でアイドルオーディション企画「MONSTER IDOL」が開始。
12月18日、『水曜日のダウンタウン』の番組内企画でMONSTER IDOLのアイドルグループの名称が「豆柴の大群」に決定。

### 2020年
1月3日、WACK所属アーティストのBiSH、BiS、GANG PARADE、EMPiRE、CARRY LOOSE、豆柴の大群、WAggが出演するライブイベント「WACKなりの甲子園」を東京・マイナビBLITZ赤坂にて開催。なお、アンコール時にプロデューサーの渡辺淳之介により｢WACK合同オーディション2020｣を開催と、プー・ルイソロアルバムリリース、GANG PARADEメンバーのカミヤサキ脱退が発表された。合宿参加者はBiSHのセントチヒロ･チッチ、GANG PARADEの月ノウサギ、EMPiREのMiDORiKO EMPiRE、BiSのチャントモンキー、CARRY LOOSEのウルウ･ル、豆柴の大群のナオ･オブ･ナオが参加し、WAggのメンバーは前年と同様自由参加となる。後にBiSからの合宿参加者がトギーに変更され、GANG PARADEからの合宿参加者にユイ・ガ・ドクソンが追加された。
1月15、16日、タワーレコード40周年を記念した「タワレコLIVE40〜TOWACK FES〜」を開催。
2月8、9日、宮城県女川町にてONAGAWACK2020開催。一日目はFACKiN'PARTY初日としてライブ、2日目は遊びDAYとしてファンとメンバーが触れ合うスケジュールとなった。
3月22日 - 3月28日、合宿形式のWACK合同オーディション2020を開催。最終日にはWAggのキラ・メイがGANG PARADEに昇格と候補生1名のWAgg加入が決定した。また、GANG PARADEは同年4月よりGO TO THE BEDSとPARADISESの2ユニットに分裂することが発表された。
5月13日、性別や形態を問わずアーティストのデモ音源の募集を開始。
6月1日、新たな全世界公開型アイドルオーディションの「Project WACKちん」を始動。
6月15日から6月30日まで、事前告知や詳細の発表がないまま、渋谷駅に掲げられた「それでも、音楽は、死ねない。」というメインコピーの看板を中心に、WACK所属メンバー及び渡辺の五十音カルタ風のグラフィックが渋谷の街中に掲出された“それでも、音楽は、死ねない。”キャンペーンが展開された。またカルタ風グラフィックを使用した「WACK未成年の主張カルタ」が数量限定で発売された。
10月16日 - 7月20日よりニコニコ生放送で放送されていた企画「CARRY OF MAJOR」内にて、CARRY LOOSEが同年10月31日に解散することが発表された。
10月31日 - CARRY LOOSEが解散。

### 2021年
3月21日 - 3月27日、「WACK合同合宿オーディション2021」を開催。最終日に、GO TO THE BEDS、PARADISES、WAggに新メンバー1名ずつの加入、及び新グループASPの始動を発表。
4月9日、WACK所属の全7グループ（BiSH、BiS、EMPiRE、豆柴の大群、GO TO THE BEDS、PARADISES、ASP）に柏木由紀が加入し、7グループ全ての新曲に参加することが発表された。このプロジェクトで柏木は「柏レイソル」にインスパイアされた「ユキ・レイソレ」の名前で活動する。
5月6日、「コロナ後でしか合格にならないアイドルオーディション」として基本的にオンラインでのみ実施されている公開型全世界リアルタイムオーディション「Project WACKちん」の次回審査内容が決定し、サイコロの目に書かれたテーマに沿ったトークで、7名の候補者がバトルを行うという審査内容が発表された。4月4日に行われた追加審査にて10名中3名が勝ち抜き、次の審査に進む候補者は合計7名となっていた。審査の模様は5月14日にが生配信されたが、候補者のびすこがモグ・ライアン名義でWACK新グループ・ASPに加入することが決定したため、この日をもって「Project WACKちん」を卒業することが併せて発表された。
5月21日、柏木由紀が渡辺淳之介プロデュースによりユキ・レイソレ名義で8月31日に7作同時リリースする全7グループとの新曲レコーディングを実施。この日、YouTubeで公開された動画「【柏木由紀×松隈ケンタ×渡辺淳之介】新曲のレコーディングで新記録樹立しました」内で、新曲7曲のレコーディングを4時間で完了させたことが明らかにされた。
6月8日、柏木由紀が脊髄空洞症の治療に専念するため、一時的に休養期間に入ることが発表された。早期手術と治療に専念するため、8月31日に予定されていたWACK所属7グループとのコラボシングルのリリースは延期となることがアナウンスされた。また医師の指導のもと、身体に負荷がかからないと判断された仕事は手術入院前まで継続することになった。
6月16日、WACKに所属するBiSH、BiS、EMPiRE、豆柴の大群、GO TO THE BEDS、PARADISES、ASP、WAggのメンバー43名が参加した新ユニット・道玄坂43が誕生。“デビューラストシングル”の「強肉弱食時代〜強い奴らを食っちまえ〜」が全国のタワーレコード、HMVで数量限定で無料発売された。また、YouTubeおよび道玄坂43の特設サイトでは、ミュージックビデオが公開された。
9月17日、柏木由紀が活動再開し、8月31日に発売予定だったWACK所属7グループとのコラボシングルは、年内のリリースで調整されることになった。9月17日、柏木由紀のYouTube公式チャンネルにWACK所属グループ7組に加入するプロジェクトの再開が発表され、コラボシングル7作品の発売日が11月30日に決定した。
10月8日、11月30日に7作同時リリースされる柏木由紀とWACKに所属する7グループによるコラボ楽曲の詳細と、投票企画「VOTE!! WACK SELECT 7」、開票イベント「柏木由紀なりのWACK EXHiBiTiON and SELECT 7」の開催を発表。

### 2022年
2月24日 - 2月27日、初の男性合宿オーディション「WACKメンズ合同オーディション2022」を開催。最終日に初の男性グループを結成すること、同時にグループに加入する3名の合格者が発表された。また、夏に再度メンズオーディションを開催することが発表。
3月20日 - 3月26日、「WACK合同オーディション合宿2022」を開催。最終日に、GANG PARADEにWAggからアイナスター及び新メンバー1人加入、ASPに新メンバー2人が加入することが発表された。
6月16日 - 6月26日、タワーレコード渋谷店の屋上にて「渋谷で ｱｵッ！渋谷でWACKなりの祭 WACKｱｵｯ!SUMMER 2022」を開催。
7月12日、「WACK合同オーディション2022 in SUMMER」開催決定を発表。
8月18日 - 8月21日、「第二回WACKメンズ合同オーディション2022」を開催。最終日に4人（アユル、ハル、リョウタ、ヒナタ）の合格者が発表され、「WACKメンズ合同オーディション2022」にて既に合格していた3人のメンバー（シュンジ、リョウセイ、リン）と合流し、同じグループで活動を始めることが発表された。合格者発表と合わせて、今回のオーディションで結成されたメンズグループは関西を拠点に活動することが発表された。同年12月7日にグループ名「BOYSGROUP」が決定。
10月18日、東京・代官山UNITにて開催された「WAggの素晴らしき未来」をもってWAggの活動が終了。
12月15日、TBS『水曜日のダウンタウン』の番組内企画「MONSTER LOVE」にて「都内某所」を結成。

### 2023年
2月18日、宮城県・女川町で開催されているWACKと女川町のコラボイベント「WE ARE ONAGAWACKERS!!」内で、女川スタジアム公園のネーミングライツ権をWACKが取得したことを発表。令和5年4月1日から令和10年3月31日の5年間「WACK女川スタジアム」が名称として使用される。
5月14日、「BOYSGROUP 1st ONEMAN TOUR」大阪公演をもってBOYSGROUPが解散。
6月29日、東京ドームでのラストライブ「Bye-Bye Show for Never」をもってBiSHが解散。
7月1日、「第2のBiSH」を創出するオーディション企画「BiSH THE NEXT」でBiTE A SHOCKの最終メンバーが決定。同日、音楽特番『THE MUSIC DAY 2023』（日本テレビ）に生出演。
10月21日（土）、22日（日）の2日間にかけて、WACK所属アーティストが廃校を使った文化祭・運動会『TAMAGAWA FESTIVAL 2023』を開催。

### 2024年
1月6日、東京・下北沢SHELTERで開催された東名阪ツアー「MONSTERIDOL TOUR」において、「豆柴の大群」と「都内某所」と合併し、「豆柴の大群都内某所 a.k.a. MONSTERIDOL」として活動。
8月1日、WACK代表取締役であった渡辺淳之介が代表取締役を含むすべての役職から退任。

### 2025年
1月8日、豆柴の大群都内某所 a.k.a. MONSTERIDOLがグループ名を「豆柴の大群」に戻すことが発表。
1月12日、日比谷公園大音楽堂にて開催されたラストライブ「Finale of third BiS」をもってBiS3期が解散。
1月22日、タレントのリチは双方の合意の上に専属契約を合意解除され、退所したと発表。

## 所属アーティスト・タレント

### グループ
- GANG PARADE（2014年 - 2020年、2022年 - ）
  - KiSS KiSS（2023年 - ）
- ExWHYZ（2022年 - ）
- 豆柴の大群（2019年 - 2024年、2025年 - ）
- ASP（2021年 - ）
- BiTE A SHOCK（2023年 - ）

### ソロ
- MISATO ANDO（2023年 - 、業務委託）

### バンド
- くだらない1日（2024年 - ）

### 過去

#### アーティスト
- this is not a business（2014年 - 2015年）
- CARRY LOOSE（2019年 - 2020年）
- PEDRO（2018年 - 2021年、2023年に株式会社浪漫惑星に移籍）
- GO TO THE BEDS（2020年 - 2021年）
- PARADISES（2020年 - 2021年）
- EMPiRE（2017年 - 2022年、エイベックス・エンタテインメントとの共同マネージメント、後のExWHYZにコンセプトを変更して改名）
- WAgg（2018年 - 2022年）
- BOYSGROUP（2022年 - 2023年）
- 松隈ケンタ（SCRAMBLES）
- BiSH（2015年 - 2023年）
- CENT（2022年 - 2024年、2024年にスターダストプロモーションに移籍）
- 都内某所（2022年 - 2024年、2024年から2025年まで豆柴の大群と合併し、豆柴の大群都内某所 a.k.a. MONSTERIDOLとして活動）
- 豆柴の大群都内某所 a.k.a. MONSTERIDOL（2024年 - 2025年）
- BiS（2016年 - 2025年、つばさレコーズとの共同マネージメント）
- アイナ・ジ・エンド（2017年 - 2025年、2025年にエイベックス・ミュージック・クリエイティヴに移籍）

#### タレント
- リチ（2023年 - 2025年）[52][53]

## プロデュース
- ユキ・レイソレ（2021年3月 - 、同年4月9日からBiSH・BiS・EMPiRE・豆柴の大群・GO TO THE BEDS・PARADISES・ASPの7グループ全てに所属[54]）

### 過去
- BILLIE IDLE（2015年 - 2018年、NIGO®と渡辺淳之介による共同プロデュース。シングル『P.S.R.I.P』を最後にNIGO®の単独プロデュースに）
- プー・ルイ（2020年）
- BiS（2016年 - 2025年）

## その他関連するアーティスト
- SiS（2016年解散）(つばさレコーズ所属で、2期BiSオーディションの不合格者によって結成)

## ユニット
WACK所属のアーティストから選抜されたメンバーによるユニット。期間限定で活動を繰り返している。

### SAiNT SEX
2017年10月2日結成。
2017年10月18日、シングル「WACK is FXXK」をタワーレコード20店舗で2,000枚限定リリース。
2017年12月8日、Zepp DiverCity TOKYOにて開催されたWACKの主催イベント「WACKのフェス。」をもって解散。
2018年8月4日、TOKYO IDOL FESTIVAL 2018にて歌唱、再活動。
2019年2月6日、「WACK is FXXK」がタワーレコード14店舗で2,000枚限定で再リリース。
2019年8月4日、TOKYO IDOL FESTIVAL 2019でも歌唱。
2020年1月15・16日、行われた「タワレコLIVE 40 TOWACK FES」にて歌唱。
2020年10月4日、TOKYO IDOL FESTIVAL オンライン 2020にて歌唱。
2021年10月2日、TOKYO IDOL FESTIVAL 2021にて歌唱。
2022年8月6日、TOKYO IDOL FESTIVAL 2022にてアイナ・ジ・エンド、アユニ・D、NOW EMPiRE以外の4人で歌唱。
2023年8月5日、TOKYO IDOL FESTIVAL 2023にてnow以外の6人で歌唱。
2024年2月3日、PiZZA WACKful WORLD TOUR広島公演のアンコールにて歌唱。
2024年8月2日、TOKYO IDOL FESTIVAL 2024にて歌唱。
メンバー
- ユメノユア（GANG PARADE） - 結成時メンバー。
- ヤママチミキ（GANG PARADE) - 結成時メンバー。
- ナオ・オブ・ナオ（豆柴の大群)  - 2021年10月2日のTOKYO IDOL FESTIVAL 2021より加入。
- チッチチチーチーチー（ASP） - 2023年8月5日のTOKYO IDOL FESTIVAL 2023より加入。
- HANANO（BiTE A SHOCK） - 2024年2月3日のPiZZA WACKful WORLD TOUR広島公演より加入。

元メンバー
- プー・ルイ - 結成時メンバー。2018年3月4日にBiSを卒業。
- アヤ・エイトプリンス - 結成時メンバー。2019年5月11日BiS解散。
- ゴ・ジーラ - 2018年8月4日のTOKYO IDOL FESTIVAL 2018より加入。2019年5月11日にBiS解散。
- カミヤサキ - 結成時メンバー。2020年5月22日にGANG PARADE脱退。
- パン・ルナリーフィ - 2019年8月4日のTOKYO IDOL FESTIVAL 2019より加入。2020年10月31日にCARRY LOOSE解散。同年11月30日をもってWACKを退所。
- アイナ・ジ・エンド - 結成時メンバー。2023年6月29日にBiSH解散。
- アユニ・D - 結成時メンバー。2023年6月29日にBiSH解散。
- キノ - 2023年8月5日のTOKYO IDOL FESTIVAL 2023より加入。同年10月1日に都内某所脱退。
- now（ExWHYZ） - 2019年8月4日のTOKYO IDOL FESTIVAL 2019より加入。2024年10月31日ExWHYZ脱退。
- トギー（BiS)  - 2020年10月4日のTOKYO IDOL FESTIVAL オンライン 2020より加入。2025年1月12日にBiS解散。

### HOLY SHiTS
2018年7月26日結成。「WACK is SHiT」のミュージックビデオが公開されフリーダウンロードを開始。
2018年8月4日、TOKYO IDOL FESTIVAL 2018にて歌唱。
2019年1月9日、シングル「WACK is SHiT」がタワーレコード14店舗で2000枚限定リリース。
2019年8月4日、TOKYO IDOL FESTIVAL 2019でも歌唱。
2020年1月15・16日、行われた「タワレコLIVE 40 TOWACK FES」にて歌唱。
2020年2月8日、「WACK TOUR 2020"WACK FUCKiN'PARTY"」にて数公演歌唱。
2020年10月4日、TOKYO IDOL FESTIVAL オンライン 2020にて歌唱。
2021年10月2日、TOKYO IDOL FESTIVAL 2021にて歌唱。
2022年8月6日、TOKYO IDOL FESTIVAL 2022にてセントチヒロ・チッチ、MAHO EMPiRE以外の4人で歌唱。 
2023年8月5日、TOKYO IDOL FESTIVAL 2023にてmaho以外の6人で歌唱。
2024年1月20日、PiZZA WACKful WORLD TOUR宮城公演のアンコールにて歌唱。病欠したクレナイ・ワールズエンドの代理でヒューガーが出演した。
2024年8月2日、TOKYO IDOL FESTIVAL 2024にて歌唱。
メンバー
- キャン・GP・マイカ（GANG PARADE) - 結成時メンバー。
- maho（ExWHYZ） - 結成時メンバー。
- 月ノウサギ（GANG PARADE） - 2020年10月4日のTOKYO IDOL FESTIVAL オンライン 2020より加入。
- ユメカ・ナウカナ？（ASP） - 2021年10月2日のTOKYO IDOL FESTIVAL 2021より加入。
- レオナエンパイア（豆柴の大群） - 2023年8月5日のTOKYO IDOL FESTIVAL 2023より加入。
- MAHiTO（BiTE A SHOCK） - 2024年8月2日のTOKYO IDOL FESTIVAL 2024より加入。

元メンバー
- ペリ・ウブ - 結成時メンバー。2019年5月11日BiS解散。
- ムロパナコ - 結成時メンバー。2019年5月11日BiS解散。
- トリアエズ・ハナ - 結成時メンバー。2019年5月11日BiS解散。
- ウルウ・ル - 2019年8月4日のTOKYO IDOL FESTIVAL 2019より加入。2020年10月31日、CARRY LOOSE解散。同年12月24日、WACK退所。
- ア・アンズピア - 2019年8月4日のTOKYO IDOL FESTIVAL 2019より加入。2022年10月18日、WAgg活動終了。アーティスト契約終了に伴いWACK退所。
- セントチヒロ・チッチ - 結成時メンバー。2023年6月29日にBiSH解散。
- ヒューガー（BiS） - 2024年1月20日のPiZZA WACKful WORLD TOUR宮城公演で病欠したクレナイ・ワールズエンドの代演。
- カ能セイ（GANG PARADE） - 2023年8月5日のTOKYO IDOL FESTIVAL 2023より加入。2024年7月16日、GANG PARADE脱退。
- クレナイ・ワールズエンド（BiS） - 2023年8月5日のTOKYO IDOL FESTIVAL 2023より加入。2025年1月12日にBiS解散。

### BULLY IDOL
2019年1月30日にBILLIE IDLE®のそっくりさんとして結成。BILLIE IDLE®と同じ衣装を着用し歌唱する。2019年4月10日にシングル「そして、また、、（リミックス）」をタワーレコード18店舗で3,000枚限定リリースした。BULLY IDOLとは「意地悪なアイドル」という意味である。
メンバー
- アイナ・ジ・エンド（当時BiSH）
- アユニ・D（当時BiSH）
- カミヤサキ（当時GANG PARADE）
- パン・ルナリーフィ（当時BiS）
- MAHO EMPiRE（当時EMPiRE）

### ONAGAWACKSTARS
2020年2月8日にWACK TOUR 2020"WACK FUCKiN'PARTY"ONAGAWACKにて結成。女川町とWACKが企画するイベントONAGAWACKのテーマソング「ON A GOT WORK」を歌唱する。メンバーは女川町民の投票で選ばれた7人。
2020年10月4日、TOKYO IDOL FESTIVAL オンライン 2020にてカミヤサキ以外の6人で歌唱。
2021年10月2日、TOKYO IDOL FESTIVAL 2021にて歌唱。
2022年8月6日、TOKYO IDOL FESTIVAL 2022にてネオ・トゥリーズとカエデフェニックスの2人で歌唱。 
メンバー
- アイナ・ジ・エンド（当時BiSH）
- MAYU EMPiRE（当時EMPiRE）
- ネオ・トゥリーズ（当時BiS）
- カエデフェニックス（当時豆柴の大群）

元メンバー
- カミヤサキ（当時GANG PARADE） - 結成時メンバー。2020年5月22日にGANG PARADE脱退。
- パン・ルナリーフィ（当時CARRY LOOSE）- 結成時メンバー。2020年10月31日にCARRY LOOSE解散。同年11月30日にWACKを退所。
- ナアユ（当時ASP) - 結成時メンバー。2021年11月24日にASP脱退。

### 道玄坂43
2021年6月16日、WACK所属メンバーが総参加したユニット・道玄坂43を結成。特設サイトを公開。デビューラストシングルの「強肉弱食時代〜強い奴らを食っちまえ〜」のMVを公開。同日、全国のタワーレコード、HMVで数量限定で無料発売された。
メンバー
BiSH
- アイナ・ジ・エンド、セントチヒロ・チッチ、モモコグミカンパニー、ハシヤスメ・アツコ、リンリン、アユニ・D

BiS
- チャントモンキー、トギー、ネオ・トゥリーズ、イトー・ムセンシティ部

EMPiRE
- YU-Ki EMPiRE、MAYU EMPiRE、MiDORiKO EMPiRE、MAHO EMPiRE、MiKiNA EMPiRE、NOW EMPiRE

豆柴の大群
- アイカ・ザ・スパイ、ナオ・オブ・ナオ、ミユキエンジェル、ハナエモンスター、カエデフェニックス

GO TO THE BEDS
- ヤママチミキ、ユメノユア、キャン・GP・マイカ、ココ・パーティン・ココ、ユイ・ガ・ドクソン、チャン・ベイビー

PARADISES
- テラシマユウカ、ナルハワールド、キラ・メイ、ウタウウタ、キャ・ノン

ASP
- ユメカ・ナウカナ？、ナ前ナ以、モグ・ライアン、ナアユ

WAgg
- アイナスター、ア・アンズピア、愛、YUiNA EMPiRE、月ノウサギ、サアヤイト、ベル・ナルド

### SPY
2021年12月27日に開催された投票企画「VOTE!! WACK SELECT 7」にて投票上位7名に柏木由紀を加えた、柏木プロデュースによる新たな8人組アイドルグループ。SPYは「SELECT 7 plus YUKi」の頭文字。2022年6月1日にシングル「あなたを狙い撃ち♡」をリリース。
メンバー
- ユイ・ガ・ドクソン（GANG PARADE）
- 月ノウサギ（GANG PARADE）
- テラシマユウカ（当時GANG PARADE）
- ハシヤスメ・アツコ（当時BiSH）
- ヤママチミキ（GANG PARADE）
- ユメノユア（GANG PARADE）
- セントチヒロ・チッチ（当時BiSH）
- ユキ・レイソレ

### iNNOCENT ASS
2021年12月27日に開催された投票企画「VOTE!! WACK SELECT 7」にて22位から34位からくじ引きで選ばれた3名から構成される。シングル「あなたを狙い撃ち♡」に収録されるカップリング曲「EVERYONE is GOOD and BAD」を歌唱する。
メンバー
- リンリン（当時BiSH）
- YU-Ki EMPiRE（当時EMPiRE）
- ナ前ナ以（ASP）

## 作品
各所属グループの作品はBiSH、BiS、GANG PARADE、EMPiREを参照。

### 柏木由紀なりのWACK
楽曲の詳細は、WACK所属の全7グループ（BiSH、BiS、EMPiRE、豆柴の大群、GO TO THE BEDS、PARADISES、ASP）の作品欄を参照。

## 映像作品

### 映画
- 『劇場版 BiS誕生の詩』（2017年2月公開）
- 『WHO KiLLED IDOL? －SiS消滅の詩－』（2017年2月公開）
- 『劇場版 アイドルキャノンボール2017』（2018年2月公開）[76]
- 『世界でいちばん悲しいオーディション』（2019年1月公開）
- 『IDOL -あゝ無情-』（2019年11月公開）
- 『らいか ろりん すとん -IDOL AUDiTiON-』（2021年1月公開）

## 合宿オーディション
WACKでは通常のオーディションの他に、合宿形式の合同オーディションを年に1度のペースで行っている。
- 書類審査、面接を通過した候補者の他に現役のWACKメンバー数名も合宿に参加。合宿の模様はニコニコ生放送で配信される。
- 全日程を通してマラソン、ダンス審査、食事、生視聴者投票、スタッフからの評価などでポイント獲得を目指す。ただしポイントはあくまで参考にすぎず最終的には渡辺の独断によって合否が決まる。
- WACKメンバーもポイント争いを行い、最下位には楽曲を奪われる、改名など何らかのペナルティーが与えられる。
- 1日ごとに数名の脱落者が発表される。最終日の合否は公開イベントで発表される。

### BiSオーディション
2016年9月開催。2泊3日。再始動が発表されたBiSのメンバーを選考するオーディション。旧BiSメンバーのプー・ルイも選考の対象として参加。合格者5名はBiSとして発表翌日に中野heavysick zeroでデビューライブを行った。最終選考で不合格となった候補者のうち4名は公式ライバルグループSiSとしてデビューする事となったが、デビューライブ直後にスタッフの背任行為を理由に活動停止となった。
BiS合格者
- ヨコヤマヒナ（ゴ・ジーラ）
- マイナ・ジ・エンド（キカ・フロント・フロンタール）
- コショージメグム（アヤ・エイトプリンス）
- ナガヤマユキコ（ペリ・ウブ）
- プー・ルイ

SiS
- ミチハヤシリオ（ココ・パーティン・ココ/GANG PARADE→GO TO THE BEDS→GANG PARADE）
- テラヤマユフ（テラシマユウカ/GANG PARADE→PARADISES→GANG PARADE）
- セカンドサマーウイカ（ユイ・ガ・ドクソン/GANG PARADE→GO TO THE BEDS→GANG PARADE）
- ヒラノノゾム

その他参加者
- トントンコ、バグ・ミィ、セントチヒロ・ツッツ

### WACK合同オーディション2017
2017年3月〜4月開催。5泊6日。候補者18名。BiSH、BiS、GANG PARADEから2名ずつが参加し1日ごとにポイントを集計。最下位のチームは1位のチームから楽曲を1曲奪われる。BiSは「gives」をGANG PARADEに奪われるも翌日に奪還。BiSHは「オーケストラ」をBiSに奪われ、そのまま岩手でのツアー公演のため途中離脱。そのため公演で同曲を歌えず、公演終了後に客席から「オーケストラ」の合唱が起こる事態が発生した。その後、同曲はGANG PARADEに移行されるが、最終日にGANG PARADE側からの申し出により「オーケストラ」はBiSHに返還された。合格発表は横浜赤レンガ倉庫前での無料野外イベントで行われた。カミヤサキ（GANG PARADE）とアヤ・エイトプリンス（BiS）のレンタルトレード、WACKとエイベックスの共同プロジェクト「プロジェクトAW」（のちのEMPiRE）の始動が発表された。候補者のうち、パリ・ウブとリソリソはのちにEMPiREの追加オーディションに合格し加入を果たしている。
参加WACKメンバー
- アイナ・ジ・エンド、ハシヤスメ・アツコ（BiSH）
- プー・ルイ、アヤ・エイトプリンス（BiS）
- ユメノユア、テラシマユウカ（GANG PARADE）

合格者
- オオショージメグミ（パン・ルナリーフィ/BiS→CARRY LOOSE→2020年脱退）
- ヒラノノゾム（ももらんど/BiS→2018年脱退）
- ガミヤサキ（YUKA EMPiRE/EMPiRE→2019年脱退）
- モモコグミinc（YU-Ki EMPiRE/EMPiRE）

その他参加者
- パリ・ウブ（MAYU EMPiRE/EMPiRE）
- リソリソ（YUiNA EMPiRE/EMPiRE→BiS→CARRY LOOSE→WAgg）

アユナ・C、ギャン・マイカ、サードサマーウイカ、シェ・キーラ、セントチヒロ・タッタ、ツンツンコ、テラヤマユフ、ナガヤマユキコ、ミチハヤシリオ、ヤマハシミキ、ヨコヤマヒナ、ワキカサユリカ

### WACK合同オーディション2018
2018年3月開催。7泊8日。壱岐島で開催。候補者24名。WACKメンバーは合計ポイントが最下位の者は改名のペナルティー。5日目に脱落した候補者（ヒラノノゾム）が荒天により帰りの便が全便欠航してしまい、復活するというハプニングもあった。6日目にポイントを求める候補者が次々に自ら食事にデスソースをかけるように志願し、数名の候補者が倒れたり脱水症状を起こすなどの事態が発生し、翌日以降デスソースは廃止となった。合格発表は大阪城音楽堂での無料野外イベントで行われた。WACKメンバーで最下位となったキャン・マイカは「キャン・GP・マイカ」と改名。BiSの2チーム分割、視聴者投票による順位入れ替え戦「BiSリーグ」の開催とYUiNA EMPiREのBiSへの完全移籍が発表された。候補者のうち、ユイ・ガ・ジャクソンはのちにWAggのオーディションに合格している。
参加WACKメンバー
- モモコグミカンパニー（BiSH）[注釈 3]
- ペリ・ウブ、パン・ルナリーフィ（BiS）
- キャン・マイカ（GANG PARADE→GO TO THE BEDS→GANG PARADE）

合格者
- リソリソ（ハルナ・バッ・チーン/GANG PARADE→2020年脱退）
- ヨコヤマヒナ（月ノウサギ/GANG PARADE→PARADISES→GANG PARADE）
- ヤヤ・エイトプリンス（MAHO EMPiRE/EMPiRE）
- ミチハヤシリオ（MiKiNA EMPiRE/EMPiRE）
- ガミヤサキ（BiS→合格辞退）
- セントチヒロ・テッテ（トリアエズ・ハナ/BiS→2019年脱退）
- オレンジコ・バンパイア（ネル・ネール/BiS→2019年脱退）
- アユナ・C（ムロパナコ/BiS→2019年脱退）
- チョウショージメグミ（ミュークラブ/BiS→2019年脱退）

その他参加者
- ユイ・ガ・ジャクソン（ウタウウタ/WAgg→PARADISES→2021年脱退）

ガン・ギマリーフィ、ギガ・フロント・フロンタール、シャ・キーラ、タンタンコ、ナガヤマユキコ、バグ・ミィ、ハシヤスメ・サムコ、ヒラノノゾム、フォースサマーウイカ、マイナ・ジ・エンド、みみらんど、モモコグミinc、ユミノユア、ワキカサユリカ

### WACK合同オーディション2019
2019年3月24日〜30日開催。7泊8日。壱岐島で開催。オーディションを通過した候補者18名、前日に壱岐島で行われた全員面接を通過した4名の計22名。WACKメンバー14名が参加した。BiSは戦力外メンバー全員、WAggは自由参加となっている。戦力外通告を受けたBiSメンバーは合宿脱落=BiSからの脱退、WACKメンバーは合計ポイントが最下位の者は改名というルールが与えられた。合格発表は、壱岐の島ホールにて無料イベント「WACK EXHiBiTiON」にて行われた。WACKメンバーで最下位となったアンズピアは「ア・アンズピア」と改名。ナルハワールドのGANG PARADEへの昇格、第2期BiSの解散とそれに伴う第3期BiS結成に向けてのオーディション開催が発表された。
候補者のうち、オキタユアはのちに第3期BiSのオーディション、バシヤスメ・アツコは豆柴の大群にそれぞれ合格している。
参加WACKメンバー
- アユニ・D（BiSH）
- アヤ・エイトプリンス、トリアエズ・ハナ、ムロパナコ、YUiNA EMPiRE（BiS）
- ヤママチミキ（GANG PARADE）
- MAYU EMPiRE（EMPiRE）
- アンズピア、ウタウウタ、ウルウ・ル、サアヤイト、ナルハワールド、ハナエモンスター、マリン・バ（WAgg）

合格者
- テラヤマユフ（NOW EMPiRE/EMPiRE）
- セントチヒロノイモウト（ナアユ/WAgg→ASP→2021年脱退）

その他参加者
- オキタユア（トギー/BiS）[注釈 5]
- バシヤスメ・アツコ（ナオ・オブ・ナオ/豆柴の大群）

キイロコ・バンパイア、パルナ・パッ・チーン、フィフスサマーウイカ、ムイ・ガ・ドクソン、ポリ・ウブ、ミャークラブ、ゴミヤ・ガキ、カリン・トウ、ギャン・マイカ、太陽ノライオン、アイノ・ジ・エンド、パンダ・ルナリーフィ、アユノ・B、モモチハマカンパニー、パー・ルイ、ウ・ンコ（ヒラノノゾム）、チン・パーティン・ココ、ドンドン、ワキワキワッキー

### MONSTER IDOL（豆柴の大群オーディション）
2019年11月6日-12月25日放送TBSテレビ『水曜日のダウンタウン』の企画。WACKと水曜日のダウンタウンの協力のもとクロちゃんがプロデュースを行った。合格者はナオ、ミユキ、アイカ、ハナエの4名。グループ名を豆柴の大群とし、2019年12月19日に全国のタワーレコード限定で、1stシングル「りスタート」を発売。12月25日の生放送でクロちゃんはプロデューサー解任。カエデの加入が決定された。
合格者
- ナオ（ナオ・オブ・ナオ/豆柴の大群）[注釈 7]
- ミユキ（ミユキエンジェル/豆柴の大群）
- アイカ（アイカ・ザ・スパイ/豆柴の大群）
- ハナエ（ハナエモンスター/豆柴の大群（ex WAgg））
- カエデ（カエデフェニックス/豆柴の大群）

その他参加者
- リョウ（チン・パーティン・ココ）[注釈 7]、ミスズ、マリカ、スミレ[83]、ユズ[注釈 8]、ナツコ（太陽ノライオン）[注釈 7]、ヒナタ、アカネ、カナ、ユリ（パー・ルイ）[注釈 7]、リサ

### WACK合同オーディション2020
2020年3月22日〜28日に開催された。6泊7日。壱岐島で開催予定だったが、新型コロナウイルスの影響により場所を変更。オーディションを通過した候補者18名、WACKメンバー12名が参加した。WACKメンバーは合計ポイントが最上位の者が所属するグループから優先的に海外進出の企画を進めるというルールが与えられた。食事では前年は廃止されていたデスソースが復活。合格発表では、GANG PARADEがGO TO THE BEDSとPARADISESの2グループへ分裂することが発表された。WAggのキラ・メイがPARADISESに昇格、また候補者よりワキワキワッキーがWAggに合格となった。インポッシブル・マイカはのちにASPのメンバーに選出されている。
参加WACKメンバー
- セントチヒロ・チッチ（BiSH）
- 月ノウサギ、ユイ・ガ・ドクソン（GANG PARADE）
- MiDORiKO EMPiRE（EMPiRE）
- トギー（BiS）[注釈 9]
- ウルウ・ル（CARRY LOOSE）
- ナオ・オブ・ナオ（豆柴の大群）
- ア・アンズピア、サアヤイト、ウタウウタ、キラ・メイ、アイナスター（WAgg）

合格者
- ワキワキワッキー（ユウドット・com/WAgg→2020年脱退）[注釈 7]

その他参加者
- インポッシブル・マイカ（モグ・ライアン/ASP）[86][87]

アオイロコ・カンパイア、アイノ・リ・スタート、テラヤマユウカ（リサ）、フショージ・メグミ、ガミヤサキ、ジギー、パールイ、トト・パーティン・トト、パンコ・ルナ・リーフィ、火星からウナギ、セックスサマーウイカ、シオ・フォレスト、ファンファン、カトー・ムセンシティ部、リンゴグミinc、モンスターアイドル（ヒナタ）

### WACK合同合宿オーディション2021
2021年3月21日〜27日に開催された。6泊7日。候補生は、オーディションを通過した16名とProject WACKちんからの参加4名の計20名、WACKメンバー11名も参加した。最終日の合格発表で、もしもしチャンのGO TO THE BEDS加入、コーラのPARADISES加入、テラタイリクユウカのWAgg加入が発表された。また、新グループであるASPの結成が発表された。
参加WACKメンバー
- リンリン（BiSH）
- チャントモンキー（BiS）
- ココ・パーティン・ココ（GO TO THE BEDS）
- テラシマユウカ（PARADISES）
- YU-Ki EMPiRE（EMPiRE）
- ミユキエンジェル（豆柴の大群）
- ア・アンズピア、愛、アイナスター、月ノウサギ[注釈 11]、YUiNA EMPiRE（WAgg）

合格者
- もしもしチャン[注釈 12]（チャンベイビー/GO TO THE BEDS→GANG PARADE）
- コーラ[注釈 12]（キャ・ノン/PARADISES→GANG PARADE）
- テラタイリク・ユウカ（ベル・ナルド/WAgg）

その他参加者
- リコチ・F[注釈 12]、アユミ・H、PAST EMPiRE、コトチャン[注釈 12]、アクム・ミタカナ？、バアユ、キミドリコ、モノノケヒメ・コッゾウ、コユキデーモン、ウンコグミカンパニー、カトームセンシティ部、ハルナスペース、イギー、サケブサケ、オキタユア、ワキ・ガ・ドクソン、メインディッシュ・アカネ

### WACKメンズ合同オーディション2022
2022年2月24日〜27日に開催された。3泊4日。候補生16名が参加。最終日の合格発表で、3名が合格。また、夏に再度メンズオーディションを開催すると発表。
合格者
- チン・ボンボン（リョウセイ）
- ジョンゴクウ（リン）
- チ・ヂミン（シュンジ）

その他参加者
- タスククス[注釈 12]、チョイ・タンソク、ウォンビーロング、ナグ・ラジュン、イ・ゾンショウ、アユノ・K[注釈 12]、5チャンミン、E-MAZACON、チャ・ノム、ぺ・ヤングン、クェン・サンウ、T.O.P.P.O、コン・ブ

### WACK合同合宿オーディション2022
2022年3月20日〜27日に開催された。6泊7日。審査対象となるのは候補者27人と、WAggメンバー5名の合計32名。最終日の合格発表で、WAggのアイナスターがGANG PARADEに昇格、タンタンのGANG PARADE加入、カナエデーモンとアユナCのASP加入が発表された。イチャモリはのちに第3期BiSの追加メンバーに合格している。
参加WACKメンバー
- ハシヤスメ・アツコ（BiSH）
- ネオ・トゥリーズ（BiS）
- 月ノウサギ（GANG PARADE）
- MAHO EMPiRE（EMPiRE）
- ハナエモンスター（豆柴の大群）
- ユメカ・ナウカナ?（ASP）[注釈 13]
- サアヤイト、愛、YUiNA EMPiRE、アイナスター、ベル・ナルド（WAgg）
- セントチヒロ・チッチ、リンリン、モモコグミカンパニー、アユニ・D（BiSH、それぞれ各日交代の形で3日目からスポット参加）

合格者
- タンタン（カ能セイ/GANG PARADE→2024年脱退）
- カナエデーモン（リオンタウン/ASP）
- アユナC（チッチチチーチーチー/ASP）

その他参加者
- イチャモリ（イギー）[注釈 4]（ヒューガー/BiS）

シラ・ネイ、マイ・ガ・ドクソン、MUTEKi EMPiRE、キムラメミキ、ゴゴ・バーディン・ゴゴ、ギャ・フン、オキタユア、ハナコグミインク、サトー・ムセンシティ部、ナ後、ジギー、ドーウシロ・ユリ、デデデD、ノナ3、チャントキンモー、オブオブオブ、シミズ・カエデ、FUTURE EMPiRE、モチルダー・シングル、ヘドロ、PAST EMPiRE、ヒメカ・ナウカナ？、火星からきたネズミ

### 第二回WACKメンズ合同オーディション2022
2022年8月18日〜21日に開催された。3泊4日。候補生16名と、初回オーディションで合格した3名の合計19名が参加。最終日の合格発表で、追加で4名が合格。また、WACK BOYZ（のちのBOYSGROUP）の活動拠点を大阪にすることが発表された。
参加WACKメンバー
- リョウセイ
- リン
- シュンジ

合格者
- new（コン・ブ）[注釈 14]（ハル）
- エッチチチーチーチー（ヒナタ/活動辞退）
- ヤット・ジ・エンドウ（アユル）
- ハナゲモンスター（ウォンビーロング）[注釈 14]（リョウタ）

その他参加者
- ワシ・ガ・ドクソン、ニ・コン、テラシマユウタ、ヤ行セイ、ナルトワールド、キノー・ムセイシティ部（チョイ・タンソク）[注釈 14]、モモノスケカンパニー（チャ・ノム）[注釈 14]、ギンギン、タスククス[注釈 14]、アユノ・K[注釈 14]、ココロザシ・アツヲ（5チャンミン）[注釈 14]、ア・アンジュキヤ（クェン・サンウ）[注釈 14]

### MONSTER LOVE（都内某所オーディション）
2022年11月9日-12月21日放送TBSテレビ『水曜日のダウンタウン』の企画。クロちゃんの恋愛企画として放送されたが、12月7日放送の第4回では渡辺淳之介が登場しアイドルオーディションを兼ねていた事が判明。12月14日の放送の第5回では渡辺淳之介からミク、ミナ、リチの3人でアイドルデビューする事が伝えられグループ名を都内某所に決定し、12月15日にで、1stシングル「クッキー」を発売。12月21日の放送でクロちゃんとリチが交際する事となり同年12月31日をもって脱退する事となった。また、追加オーディションを行う事を発表した。
合格者
- ミク（都内某所→豆柴の大群都内某所 a.k.a. MONSTERIDOL→2024年脱退）
- ミナ（都内某所→2023年脱退）
- リチ（都内某所→脱退）

その他参加者
- マナ、マミ、ナル、リサ、モモ、ノドカ

### 豆柴の大群なりの合宿
2022年12月11日〜14日にかけて開催された。3泊4日。12名の候補生とカエデフェニックスを除く4人のメンバーが参加。12月17日に東京・ヒューリックホールで開催された〈WE MUST CHANGE TOUR FiNAL〉にて合格者2名が発表された。
参加WACKメンバー
- ナオ・オブ・ナオ
- ハナエモンスター
- アイカ・ザ・スパイ
- ミユキエンジェル

合格者
- レオナ（レオナエンパイア/豆柴の大群）
- モモカ（モモチ・ンゲール/豆柴の大群）

その他参加者
- シオン、ハノン、スズノ、ミユウ、アユミ、ミサキ、カンナ、ウンヒ、ハルナ、リノ

### WACK合同合宿オーディション2023
2023年3月19日〜25日に開催された。6泊7日。審査対象となるのは候補者19名。最終日の合格発表で、アイカ・ザ・ポリス、hitorikko、チャンアダルトの3名がBiSに加入が発表された。また、新グループであるKiSS KiSSの結成が発表された、メンバーはGANG PARADEから、活動キャリアの若いキラ・メイ、キャ・ノン、チャンベイビー、ナルハワールド、アイナスター、カ能セイの6名となる。メンバーはGANG PARADEと並行して、KiSS KiSSとしても活動していく。
参加WACKメンバー
- トギー（BiS）
- ナルハワールド（GANG PARADE）
- maho（ExWHYZ）
- ナオ・オブ・ナオ（豆柴の大群）
- ナ前ナ似（ASP）

合格者
- アイカ・ザ・ポリス（イコ・ムゲンノカナタ/BiS）
- hitorikko（ナ後）[注釈 4]（クレナイ・ワールズエンド/BiS）
- チャンアダルト（シオン）[注釈 15]（シオンエピック/BiS→2024年脱退）

その他参加者
- タマチノミキ、土星のネコ、ベル・ドナルド[注釈 16]、イャン・GP・マイカ（ナル）[注釈 17]、マンマン、マジヤスメ・アツコ（オキタユア）[注釈 4]、ノノ3、バグ・ライオン、ゴブ・ゴブ・ゴブ、キホンタウン、ム能セイ、アンカー・トリプル（ゴミヤ・ガキ）[注釈 7]、チリチリチーチーチー（ギャ・フン）[注釈 4]、レオナイクスワイズ、aho、ブギー